# Joseph Zehrer
Pour les articles homonymes, voir Zehrer.
Joseph Zehrer, né le 16 mai 1954 à Perbing (Allemagne), est un artiste plasticien allemand.
Ses œuvres, exposées en Europe et en Amérique, couvrent tout le spectre, des peintures sur verre à l'acrylique aux installations électriques avec son et lumière.

## Biographie

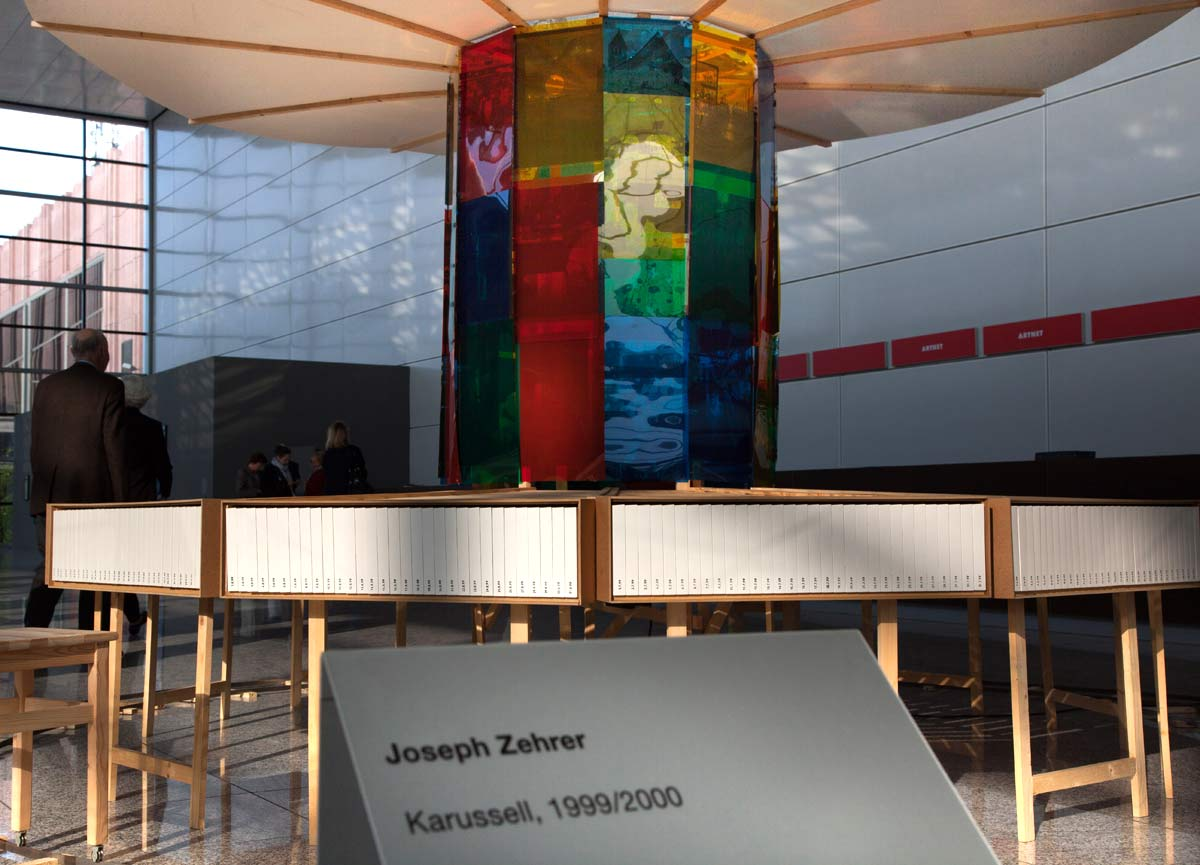
Installation Karussell, Art Cologne, 2010

Joseph Zehrer étudie les arts de 1982 à 1988 à l'Académie des beaux-arts de Munich chez, entre autres, Eduardo Paolozzi (sculpture) et Hans Baschang (dessin et peinture). De 1992 à 1994, il collabore avec le journaliste musical Karl Bruckmaier à une série d’événements cinématographiques à thème unique (tels que "Beatnik") à Munich. En 1993, il a reçu le prix des arts visuels de la ville de Munich (catégorie "nouveaux médias"). Ses œuvres sont des sculptures, des installations, des peintures et des dessins et des installations lumineuses portant des titres tels que "Kunst sieht fern" (L'Art regarde la télévision), "Vorhänge - Eingeklemmtes - Melancholiker - Pistolen"  et ''per plexi''.